# 内田讓 (化学者)
内田 讓（うちだ ゆずる、1940年11月14日 - ）は、日本の化学者。大阪工業大学名誉教授・桜花会元幹事。工学博士（大阪市立大学）。
専門は、有機合成化学・物理化学/物質科学・熱分解。
	 

## 略歴
大阪工業大学工学部応用化学科卒業。大阪市立大学（現：大阪公立大学）大学院工学研究科応用化学専攻修士課程修了。1974年大阪工業大学工学部応用化学科助教授などを経て、1982年大阪市立大学大学院より工学博士号を取得。大阪工業大学工学部応用化学科教授を経て、2005年同大学名誉教授。
大阪工業大学応用化学科にて30年以上の長きに渡り教鞭を執り、同学科同窓会である桜花会幹事も務めた。
主な所属学会は、日本化学会など。主な著書は、Hypervalent and Similar Valence-Sell Expanded Intermediate（分担執筆、Reviews om Heteroatom Chem1989）。

## 主な研究
- ヘテロ原子の化学特性を活かした複素環化合物の合成法の開発
- ジアシルペルオキシドおよびN,O-ジアシルヒドロキシルアミンの熱分解およびその関連反応[4]
- KF-アルミナによるジクロロカルベンの発生法を活用するイミン類からのアジリジン合成[5]
- Reactions of tris(2-pyridyl)phosphines and tris(2-pyridyl)phosphine oxides with some electrophiles[6] - 国際的な学術出版社Wileyの化学雑誌「HETEROATOM CHEMISTRY」に掲載
- Decomposition of diacyl peroxides. Part VIII. Mechanism of thermal decomposition of cyclopropaneacetyl peroxide [7]